# Ilija
Ilija (allemand : Sankt Egidien bei Schemnitz) , est un village de Slovaquie situé dans la région de Banská Bystrica.

## Histoire
Première mention écrite du village en 1266.

## Démographie

### Évolution de la population
| Année:               | 1994. | 2004. | 2014.   | 2024.   |
| -------------------- | ----- | ----- | ------- | ------- |
| Nombre de personnes: | 360   | 324   | 342     | 350     |
| Différence:          |       | -10 % | +5,55 % | +2,33 % |

| Année:               | 2023. | 2024.   |
| -------------------- | ----- | ------- |
| Nombre de personnes: | 358   | 350     |
| Différence:          |       | -2,23 % |